# Oberetteshütte
Die Oberetteshütte ist eine Schutzhütte der Ortsgruppe Mals der Sektion Obervinschgau des AVS im Matscher Tal im Südtiroler Teil der Ötztaler Alpen.

## Lage und Umgebung
Die Hütte befindet sich auf der östlichen Seite des oberen Matscher Tals in 2670 m Höhe. Sie ist Ausgangspunkt für den Weg ins östlich gelegene Schnalstal über das Bildstöckljoch und zur Schwemser Spitze, die nach einem Anstieg über den Oberettesferner und das Oberettesjoch erreicht werden kann. In nördliche Richtung gelangt man über die Höllerscharte zur Inneren und Äußeren Quellspitze, zur Weißkugel und zum Inneren und Äußeren Bärenbartkogel.

## Geschichte

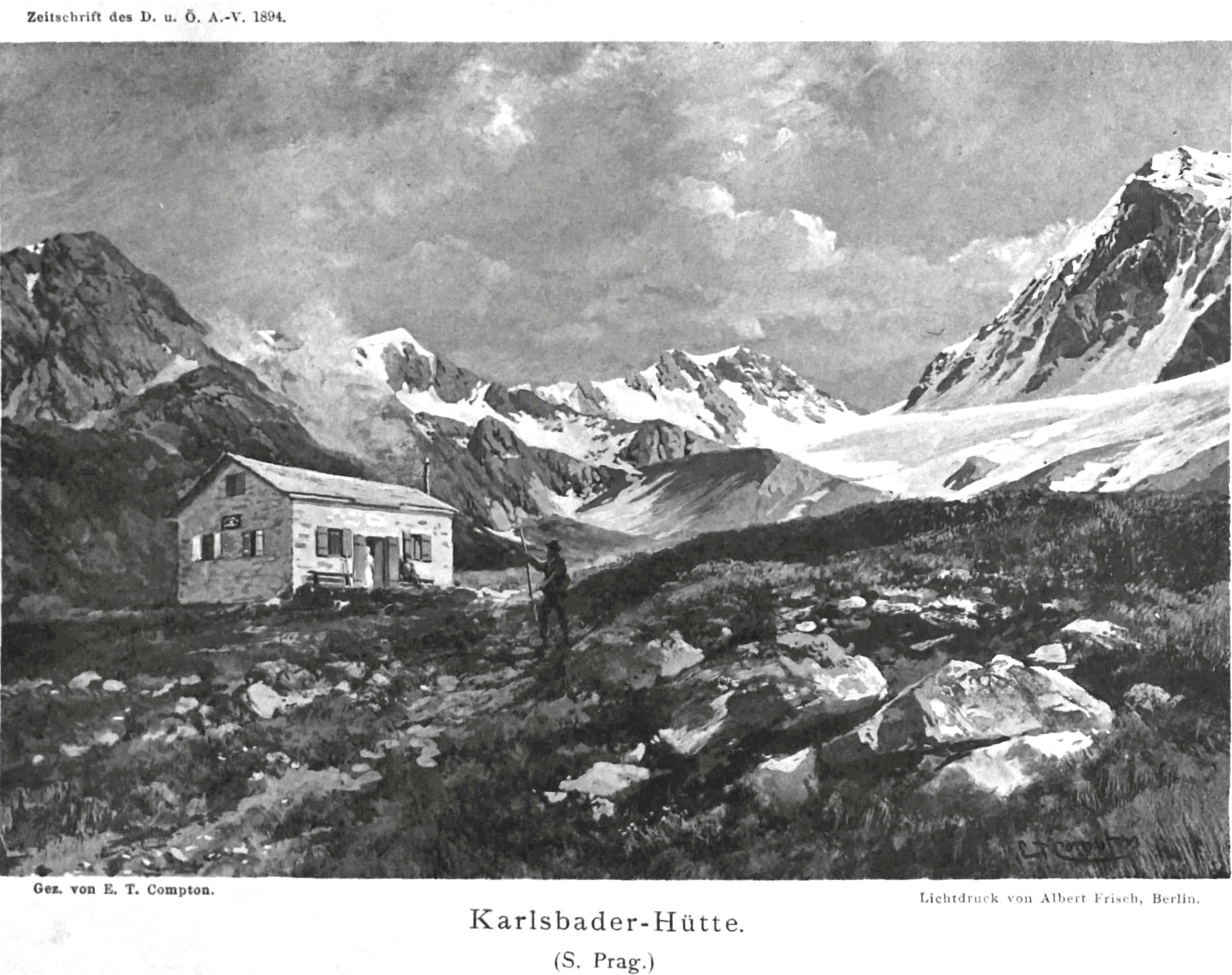
Karlsbader-Hütte um 1894

Ein erstes Schutzhaus an der Stelle der heutigen Oberetteshütte wurde von der Sektion Prag des Deutschen und Österreichischen Alpenvereins als Carlsbader Hütte erbaut und 1883 eingeweiht. 1902 wurde sie nach dem Karlsbader Stadtrat Franz Höller, der die Erbauung unterstützt hatte, in Höllerhütte umbenannt. Nach dem Ersten Weltkrieg enteignete der italienische Staat das Schutzhaus und übergab es dem Club Alpino Italiano. Nachdem der Vorgängerbau 1945 bis auf wenige Mauerreste abgebrannt war, errichtete 1988 die Ortsgruppe Mals der Sektion Obervinschgau des Alpenverein Südtirol die heutige Hütte, die ihren Namen dem nahen Oberettesferner verdankt.

## Nachbarhütten
- Hochjochhospiz (2413 m), Gehzeit 6 Stunden
- Weißkugelhütte (Rif. Pio XI) (2557 m), Gehzeit 8 Stunden
- Schöne-Aussicht-Hütte (Rif. Bella Vista) (2842 m), Gehzeit 6 Stunden

## Bergtouren
- Weißkugel (3739 m), Gehzeit 4½ Stunden[4]
- Äußere Quellspitze (3385 m), Gehzeit 3 Stunden
- Schwemser Spitze, auch Oberettesspitze (3459 m), Gehzeit 4 Stunden
- Saldurspitze (3433 m), Gehzeit 3–4 Stunden[5]
- Innerer Bärenbartkogel (3557 m), Gehzeit 4½ Stunden
- Äußerer Bärenbartkogel (3473 m), Gehzeit 4½ Stunden
- Freibrunner Spitze (3355 m), Gehzeit 20 Minuten
- Lagaunspitze (3439 m), Gehzeit 4 Stunden
- Oberer Saldurkopf (3429 m), Gehzeit 3½ Stunden
- Südliche Schwemmserspitze (3296 m), Gehzeit 1½ Stunden[6]
- Matscherjochsee, Gehzeit 8 Stunden[7]
- Saldurseen, Gehzeit 6¾ Stunden[8]

## Karten
- Alpenvereinskarte. Blatt 30/2: Ötztaler Alpen – Weißkugel (1:25.000)